# 와카미코촌
와카미코촌(若神子村)은 야마나시현 기타코마군에 있던 촌이다. 현재의 호쿠토시 남동부에 해당한다,

## 역사
- 1875년 9월 - 고마군 2개 촌이 합병해 와카미코촌이 성립하였다.
- 1878년 7월 22일 - 군구정촌편직법에 의해, 와카미코촌은 기타코마군에 소속되었다.
- 1889년 7월 1일 - 정촌제 시행에 의해 와카미코촌이 단독으로 지자체를 형성하였다.
- 1955년 3월 31일 - 호타리촌, 다마촌, 쓰가네촌과 합병해 스타마정이 성립하여, 동일 와카미코촌은 폐지되었다.

## 교통

### 철도
현재는 구촌에 일본국유철도 주오본선이 지나가지만, 역은 소재하지 않았다

### 도로
- 국도 제141호선

현재는 구촌에 주오자동차도가 지나가지만, 당시엔 미개통

## 참고문헌
- 角川日本地名大辞典 19 山梨県